# Gil Andersen
Gil Andersen (tudi Gil Anderson), norveško-ameriški dirkač, * 27. november 1879, Horten, Norveška, † 26. julij 1935, Logansport, Indiana, ZDA.
Andersen se je z dirkanjem začel ukvarjati po selitvi v ZDA. Nastopil je na šestih dirkah Indianapolis 500, v letih 1911, 1912, 1913, 1914 1915 in 1916. Leta 1912 je osvojil najboljši štartni položaj, toda na dirki je zaradi trčenja odstopil, na svoji zadnji dirki v karieri leta 1916 pa je svoj dosegel najboljši rezultat s tretjim mestom. Dvakrat je nastopil tudi na dirki za Veliko nagrado ZDA, leta 1912, ko je osvojil tretje mesto, in 1914, ko je bil peti. Vseskozi je nastopal kot privatnik z dirkalnikom tovarne Stutz, kjer se je po končani dirkaški karieri tudi zaposlil kot inženir. Umrl je leta 1935 v Logansportu, Indiana.